# Hagar Roijackers
H.I. (Hagar) Roijackers (Breda, 28 augustus 1974) is een Nederlands politicus en bestuurder. Zij is lid van GroenLinks. Sinds 16 juli 2021 is zij gedeputeerde van Noord-Brabant.

## Maatschappelijke carrière
Roijackers doorliep van 1986 tot 1992 het Stedelijk Gymnasium te Breda. Van 1994 tot 1999 volgde zij de studie Cultuur & Letteren aan de Katholieke Universiteit Brabant, tegenwoordig Tilburg University.
Van 1998 tot 2007 werkte zij voor Dutch Culture (voorheen Stg. Internationale Culturele Activiteiten), het Landelijk Bureau Leeftijd, het Landelijk bureau van GroenLinks, de Universiteit van Amsterdam en Tilburg University.
Roijackers was van 2007 tot 2014 werkzaam als zelfstandig adviseur voor diverse bedrijven, overheden en maatschappelijke organisaties. Van 2014 tot 2021 werkte zij - naast haar Statenlidmaatschap - als beleidsadviseur voor seniorenorganisaties Unie KBO en KBO-PCOB.

## Politieke carrière

### Statenlid
Roijackers stelde zich in 2011 voor het eerst kandidaat voor Provinciale Staten in Noord-Brabant. In 2014 werd ze geïnstalleerd als Statenlid voor GroenLinks als opvolger van Paul Smeulders, die wethouder werd in Helmond. Zij was toen woordvoerder Landbouw. Na de Statenverkiezingen in 2015 werd ze opnieuw Statenlid, nu met de portefeuilles Natuur, Milieu, Ruimte, Financiën en Water.
In 2018 werd Roijackers verkozen tot lijsttrekker van GroenLinks Brabant. Na de verkiezingen van 2019 vormde zij met vier anderen de Statenfractie van GroenLinks. Roijackers werd fractievoorzitter en woordvoerder Bestuur. GroenLinks trad voor het eerst in de geschiedenis toe tot de coalitie in Noord-Brabant, met Rik Grashoff als gedeputeerde. In 2020 viel dit college over het onderwerp stikstof.  

### Gedeputeerde
Nadat in 2021 opnieuw het Brabantse college was gevallen (zonder GroenLinks, en met o.a. Forum voor Democratie) werd opnieuw een college gevormd (net als in 2019) van VVD, CDA, D66, GroenLinks en PvdA. Roijackers nam zitting in het college als gedeputeerde met in haar portefeuille Water, Natuur, de Gebiedsgerichte Aanpak en Omgevingsdiensten. Na het vertrek van Anne-Marie Spierings nam zij in april 2023 ook de portefeuille Milieu over.  
Na de Provinciale Statenverkiezingen van 2023 vormde zich een nieuwe coalitie in Noord-Brabant met VVD, GroenLinks, PvdA, SP, D66 en Lokaal Brabant. Roijackers werd opnieuw gedeputeerde met ditmaal in portefeuille Natuur, Milieu en Aanpak Landelijk Gebied (voorheen Brabants Programma Landelijk Gebied).
Roijackers kwam in 2024 landelijk in het nieuws vanwege de aanpak van drugsdumpingen, waaronder de grootste drugsdumping in West-Europa op de Brabantse Wal in Halsteren.

### Overige
In 2019 werd Roijackers finaliste bij de verkiezing voor Groenste Politicus van het jaar, georganiseerd door het BNNVARA-programma Vroege Vogels.
Voor de Verkiezingen voor het Europees Parlement 2019 stond Roijackers op plek 13 van GroenLinks.
Ook bij de Tweede Kamerverkiezingen 2021 was Roijackers verkiesbaar voor GroenLinks. Zij stond toen op plek 25.

## Privéleven
Hagar Roijackers is getrouwd en heeft twee zoons. Ze woont met haar gezin in 's-Hertogenbosch.